# Танакадатэ Айкицу
Танакадатэ Аикицу (яп. 田中館愛橘; 18 сентября 1856, Нинохе — 21 мая 1952, Токио) — японский учёный, физик и географ.

## Биография
Танакадатэ родился в деревне Фукуока (сегодня — часть города Нинохе в северной префектуре Иватэ, Япония) в самурайской семье. Он был сыном Танакадатэ Инадзо, учителя боевого искусства дзицуё, и его жены Кисэй из семьи синтоистских священников. Как было принято у самураев, в возрасте четырёх лет он приступил к изучению письма и каллиграфии, в восемь начал учиться владеть мечом. В 1872 его семья перебралась в Токио.
В 1872 году Танакадатэ поступил в университет Кэйо, где изучал английский язык, но был вынужден бросить учёбу там из-за дороговизны обучения. В конце концов он поступил в Токийский университет, который окончил по специальности физика в 1882 году. В 1885 году он разработал способ транслитерации японского языка на латиницу под названием «нихон-сики». Позже на основе его системы была создана официальная система романизации японского кунрэй-сики. Его система более последовательна и меньше отражает английскую фонологию, чем система Хэпбёрна.
Он много раз посещал Европу и с 1888 по 1890 год работал с У. Томсоном в Университете Глазго и с другими учёными в Берлине. Во время пребывания в Шотландии он был избран членом Королевского общества Эдинбурга.
После землетрясения Ноби 1891 года он основал Общество исследования и предотвращения землетрясений. Танакадатэ много путешествовал по Японии с 1893 по 1896 год, собирая данные по гравитации и геомагнетизму для геофизических исследований, проводимых совместно с Каргиллом Гилстоном Ноттом. Он основал Институт сейсмологии в Токийском университете. По его предложению в 1899 году была основана Международная широтная станция в Мидзусаве.
Танакадатэ также был одним из первых сторонников применения военной авиации. Во время русско-японской войны он был советником японской императорской армии по использованию воздушных шаров для военной разведки. Это привело к созданию авиационной лаборатории в Императорском университете Токио. Был одним из соучредителей Центра наблюдения географических широт и Института авиации Японии. На Парижской конференции по метрической системе в 1907 году Танакадатэ увидел полёт самолёта с неподвижным крылом и продлил свое пребывание там, чтобы продолжить изучение этой области. В декабре 1909 состоялся первый в Японии полёт самолёта с неподвижным крылом, построенного Танакадатэ совместно с французским военным атташе Yves Le Prieur и японским лейтенантом флота Сиро Аибарой.
В своей японской лаборатории он построил аэродинамическую трубу. Одним из важнейших достижений в этой области была постройка экспериментального моноплана «Кокэнки», который смог пролететь без остановки 62 часа в 1938 году, что являеся единственным официальным японским рекордом в области воздухоплавания. Танакадатэ опубликовал десятки статей по воздухоплаванию и авиации с 1910 по 1916 года как на японском, так и на французском языках. Также, он основал факультет авиации Токийского университета в 1920 году — раньше, чем подобные факультеты появились во многих западных университетах. Одним из его воспитанников был Дзиро Хорикоси — знаменитый конструктор истребителя «Зеро».
Танакадатэ был первым японским членом Международного комитета мер и весов и способствовал официальному принятию метрической системы в Японии. С 1925 по 1947 год он был членом палаты пэров Японского парламента. В 1944 году был награждён Орденом культуры (по аэронавтике и геофизике). Кроме того, он был награждён французским орденом Почётного Легиона.
Он умер в Токио 21 мая 1952 года.

## Награды и память

### Награды
- 1902 г. — Орден Восходящего Солнца 4 степени[16]
- 1906 г. — Орден Восходящего Солнца 2 степени
- 1916 г. — Большая лента Ордена Священного Сокровища[17]
- 1943 г. — Премия Асахи[18]
- 1944 г. — Орден культуры, член[7]
- 1952 г. — Большая лента Ордена Восходящего Солнца (посмертно)

### Память
В 1989 году в его честь был назван астероид 10300 Танакадатэ. В 2002 году в его честь была выпущена памятная почтовая марка. В Нинохэ расположен «мемориальный научный музей Танакадатэ», где экспонируются инструменты, которыми пользовался учёный.